# ジェイリン・ポーク
ジェイリン・ポーク（Ja'Lynn Polk, 2002年4月11日 - ）は、アメリカ合衆国テキサス州ラフキン出身のプロアメリカンフットボール選手。NFLのニューイングランド・ペイトリオッツに所属している。ポジションはワイドレシーバー。

## 経歴

### ハイスクール
高校通算で131レシーブ、2,412レシーブ獲得ヤード、24のレシービングTDを記録した。

### カレッジ

#### テキサステック
テキサス工科大学に進学し、1年目の2020年シーズンは10試合に出場して28レシーブ、264レシーブ獲得ヤード、2つのレシービングTDを記録した。

#### ワシントン
2021年シーズンよりワシントン大学へ転校した。このシーズンは怪我により3試合の出場に留まった。
2023年シーズンは15試合に出場して69レシーブ、1,159レシーブ獲得ヤード、9つのレシービングTDを記録し、チームはCFPナショナルチャンピオンシップで準優勝した。シーズン終了後、2024年のNFLドラフトにアーリーエントリーした。

### ニューイングランド・ペイトリオッツ
| 6 ft 1+3⁄8 in (186 cm)      | 203 lb (92 kg) | 31+3⁄4 in (81 cm) | 9+3⁄4 in (25 cm) | 4.52 s | 1.52 s | 2.65 s | 37.5 in (95 cm) | 10 ft 9 in (3.28 m) |
| All values from NFL Combine |                |                   |                  |        |        |        |                 |                     |

2024年のNFLドラフトにて全体37位でニューイングランド・ペイトリオッツから指名され、その後4年総額970万ドルのルーキー契約を結んだ。